# Ricardo Alvarado Gallardo
Ricardo Alvarado Gallardo (* 7. März 1914 in Santa Tecla; † 1. September 1983 in San Salvador) war ein salvadorianischer Diplomat.

## Leben
Ricardo Alvarado Gallardo war der Sohn von Carmen Alvarado Quirós de Gallardo und Recaredo Gallardo Velásquez.
Er besuchte das Colegio María Inmaculada de los Hermanos Maristas in Santa Tecla, wo er 1931 die Hochschulreife erlangte.
Von 1932 bis 1940 studierte er Rechtswissenschaft in Grenoble, Paris und schließlich im Vereinigten Königreich Handelsrecht.
1945 wurde er mit einer vergleichenden Studie zu salvadorianischen Verfassungen zum Doktor der Rechte promoviert.
Anschließend hatte er an der Universidad de El Salvador eine Professur für Arbeitsrecht inne.
Von 1962 bis 1967 während der Regierung von Julio Adalberto Rivera Carballo war er Botschafter in Paris und darüber hinaus ständiger Vertreter der salvadorianischen Regierung bei der UNESCO.
1965 initiierte er die Benennung des Place El Salvador (Paris) (Lage) im Quartier de l'École-Militaire, auf dem ein Denkmal für José Simeón Cañas y Villacorta der, wie Julio Adalberto Rivera Carballo aus Zacatecoluca stammte, aufgestellt wurde.
Ricardo Alvarado Gallardo und sein Nachlass wurden in seiner Bibliothek beigesetzt.